# Illiberis taikozana
Illiberis taikozana es una especie de mariposa de la familia Zygaenidae.
Fue descrita científicamente por Matsumura en 1927.